# Choy (Iran)
Choy oder Choi (auch Khoy, persisch خوی Khoi, DMG Ḫūy bzw. Ḫōy, kurdisch und aserbaidschanisch Xoy, armenisch Հեր Her) ist eine Stadt in der iranischen Provinz West-Aserbaidschan nördlich der Stadt Urmia. Die Bevölkerung besteht hauptsächlich aus Aserbaidschanern und Kurden. Im Jahr 2012 hatte die Stadt 478.708 Einwohner. Die vorherrschende Religionsgruppe in der Bevölkerung sind Schiiten.
Choy liegt in der Choy-Senke und ist von hohen Bergen umgeben. Dies führt dazu, dass die Winter im Vergleich zu den anderen Städten milder sind. Die Tiefsttemperaturen erreichen −14 °C. Die Sommer sind sehr heiß.
Die Wirtschaft der Region ist agrarisch strukturiert. Angebaut werden vor allem Früchte, Getreide, Tabak, Baumwolle und Nutzholz. Der antike armenische Name der Stadt ist Հեր/Her, wohingegen der heutige Name der Stadt möglicherweise auf das aserbaidschanische Wort qoyun für Schaf zurückzuführen ist. Die Encyclopaedia of Islam leitet den Stadtnamen vom kurdischen Wort xoy/xwê für Salz ab. In der Nähe der Stadt gibt es viele Salzminen.
Die Stadt hatte als Station auf der Seidenstraße eine wichtige Position. Als Grenzstadt zwischen Iran und dem Osmanischen Reich sowie Iran und dem Russischen Reich war Choy wichtig. Choy wurde 1827 von Russland und 1911 von der Türkei angegriffen. Während des Zweiten Weltkrieges wurde die Stadt durch die Sowjetunion kontrolliert.

## Söhne und Töchter der Stadt
- Mkhitar Heratsi (* 12. Jahrhundert), armenischer Mediziner
- Abdal Musa (13./14. Jahrhundert), Alevite
- Eshagh Khan Mofakhamed-Dovleh (* 1870), persischer Botschafter
- Abū l-Qāsim al-Chū'ī (1899–1992), schiitischer Geistlicher (Großajatollah)
- Mohammad-Amin Riahi (1923–2009), Geisteswissenschaftler
- Gholam Reza Aghazadeh (* 1949), iranischer Politiker
- Perwîz Cîhanî (* 1955), kurdischer Schriftsteller und Romancier
- Shahindocht Molaverdi (* 1965), iranische Vizepräsidentin für Frauen und Familie
- Hadi Hejazifar (* 1976), Schauspieler, Regisseur und Drehbuchautor

## Städtepartnerschaften
Konya, Türkei (2011)